# Vellozia fimbriata
Vellozia fimbriata är en enhjärtbladig växtart som beskrevs av Goethart och Johannes Jan Theodoor Henrard. Vellozia fimbriata ingår i släktet Vellozia och familjen Velloziaceae. Inga underarter finns listade.